# 16 великих тюркских империй
16 великих тюркских империй (тур. 16 Büyük Türk Devleti) — концепция турецкого этнического национализма, сформулированная в 1969 году Акибом Озбеком и широко распространённая в рамках турецкого общества в 1980-е годы во время правления Кенана Эврена.

## Список империй
Согласно концепции, под «16 великими тюркскими империями» имеются в виду следующие:
| Условный флаг | Название                   | Турецкое название            | Основатель              | Годы существования |
| ------------- | -------------------------- | ---------------------------- | ----------------------- | ------------------ |
|               | Великая империя хунну      | Büyük Hun İmparatorluğu      | Мете-хан                | 220—46 до н. э.    |
|               | Империя западных хунну     | Batı Hun İmparatorluğu       | Пуну                    | 48—216             |
|               | Европейская империя гуннов | Avrupa Hun İmparatorluğu     | Аттила                  | 375—469            |
|               | Империя белых гуннов       | Ak Hun İmparatorluğu         | Ахшунвар                | 390—577            |
|               | Тюркский каганат           | Göktürk Kağanlığı            | Бумын-каган             | 552—745            |
|               | Аварский каганат           | Avar Kağanlığı               | Баян I                  | 565—835            |
|               | Хазарский каганат          | Hazar Kağanlığı              | Тун-Джабгу хан          | 651—983            |
|               | Уйгурский каганат          | Uygur Kağanlığı              | Кутлуг I Бильге Пэйло   | 745—840            |
|               | Караханидское государство  | Karahanlı Devleti            | Бильге Кюль Кадыр-каган | 840—1212           |
|               | Государство Газневидов     | Gazne Devleti                | Алп-Тегин               | 962—1186           |
|               | Государство Сельджукидов   | Büyük Selçuklu İmparatorluğu | Тогрул-бек              | 1040—1157          |
|               | Государство Хорезмшахов    | Harezmşahlar Devleti         | Кутб ад-Дин Мухаммед I  | 1097—1231          |
|               | Золотая Орда               | Altın Orda Devleti           | Бату-хан                | 1236—1502          |
|               | Империя Тимуридов          | Timur İmparatorluğu          | Тимур                   | 1368—1501          |
|               | Империя Великих Моголов    | Babür İmparatorluğu          | Бабур                   | 1526—1858          |
|               | Османская империя          | Osmanlı İmparatorluğu        | Осман I                 | 1299—1922          |

Все эти государства, согласно официальной турецкой историографии, созданы тюрками. Подавляющее большинство их располагалось вдали от территории современной Турции, к тому же этническая принадлежность хунну и эфталитов остаётся дискуссионной, а в некоторых из этих государств тюркской была только правящая династия.

## Восприятие
Турецкий писатель, поэт, публицист Нихаль Атсыз — крупный сторонник пан-тюркизма и идеологии туранизма — отметил, что ряд империй, включённых в этот список, в действительности имеют доподлинно неустановленное происхождение, а тюркские истоки являются лишь гипотетическими. Ряд действительно тюркских империй, как, например, Ак-Коюнлу, оказались вне списка. По этим причинам он назвал список не более чем фабрикацией.
Несмотря на критику Атсыза, эта концепция стала основной турецкой национальной идеологии после государственного переворота в Турции в 1980 году и президентства Кенана Эврена, когда турецко-исламистский синтез был объявлен главной составляющей турецкого национализма. Под руководством писателя Реха Огуз Тюрккана (1920—2010) были и выпущены сначала календарь, а затем серия марок. Позднее эти рисунки флагов древнетюркских государств были представлены на конференции авторитетной турецкой организации Türk Tarih Kurumu (Турецкое историческое общество).
Почтовая администрация Турции выпустила в 1984 году серию почтовых марок под названием 16 Империй, демонстрируя портреты их основателей и флаги. В 1985 году эта концепция была приведена в качестве ретроспективного объяснения 16 звёздам на президентском штандарте и президентской эмблеме лидера Турции, впервые появившихся в 1936 году. Шестнадцать звёзд символизируют государства, согласно официальной историографии, созданные тюрками.
Ряд муниципальных зданий и общественных парков Турции выставляет и демонстрирует бюсты или статуи предполагаемых основателей «16 империй» вместе со статуей Кемаля Ататюрка, в том числе муниципальные здания Кечиорен (Анкара), Мамак, Анкара, Этимесгут, Ниде, Невшехир, Пынарбаши и так далее.
В 2000 году Turk Telekom выпустил серию смарт-карт, посвящённых этой теме.
В январе 2015 года президент Турции Реджеп Тайип Эрдоган принял президента Палестины Махмуда Аббаса в президентском дворце Турции с охраной из 16 «воинов», актёров, носящих исторические доспехи и костюмы, призванные символизировать 16 империй. Костюмы были осмеяны в турецких СМИ, и одно новостное агентство, в частности, прозвало один из костюмов «банным халатом», что обрело вирусную популярность в социальных сетях под названием Duşakabinoğulları («Сын душевой кабины»).
Также в 2015 году свет увидела серия монет из медно-никелевого сплава номиналом в 1 куруш, посвящённая теме «16 тюркских империй».
Постепенно исторический тезис о «16 великих турецких империях» становится одним из символов пантюркизма и турецкого этнического национализма.